# Жан Тіроль
Жан Тіроль (фр. Jean Tirole, нар. 9 серпня 1953. Труа, Франція) — французький економіст, автор багатьох наукових праць в теорії галузевих ринків, теорії ігор, теорії контрактів, теорії банків та фінансів. Отримав докторський ступінь в Массачусетському технологічному інституті в 1981 р. В 1984—1991 роках працював професором економіки в Массачусетському технологічному інституті. Був президентом Економетричного товариства в 1998 та президентом Європейської економічної асоціації в 2001 р. На сьогодні професор Тулузької школи економіки та запрошений професор Массачусетського технологічного інституту
У 2014 році Жану Тіролю присуджена Нобелівська премія з економіки «за аналіз ринкової влади та регулювання».

## Книжки
- Dynamic Models of Oligopoly (with D. Fudenberg), 1986.
- The Theory of Industrial Organization, MIT Press. (1988) Description and chapter-preview links. [Архівовано 18 червня 2013 у Wayback Machine.]
- Game Theory (with D. Fudenberg), MIT Press, 1991  [Архівовано 16 жовтня 2014 у Wayback Machine.].
- A Theory of Incentives in Regulation and Procurement (with J.-J. Laffont), MIT Press,1993. Description & chapter- preview links. [Архівовано 17 червня 2013 у Wayback Machine.]
- The Prudential Regulation of Banks (with M. Dewatripont), MIT Press,1994.  [Архівовано 19 жовтня 2014 у Wayback Machine.]
- Competition in Telecommunications, MIT Press, 1999  [Архівовано 16 жовтня 2014 у Wayback Machine.].
- Financial Crises, Liquidity and the International Monetary System, Princeton University Press, 2002  [Архівовано 18 жовтня 2014 у Wayback Machine.].
- The Theory of Corporate Finance, Princeton University Press, 2005. Description [Архівовано 18 жовтня 2014 у Wayback Machine.]. Association of American Publishers 2006 Award for Excellence.
- Balancing the Banks (with Mathias Dewatripont, and Jean-Charles Rochet), Princeton University Press, 2010  [Архівовано 18 жовтня 2014 у Wayback Machine.].
- Inside and Outside Liquidity (with Bengt Holmström), MIT Press, 2011  [Архівовано 14 жовтня 2014 у Wayback Machine.].

## Статті

### Теорія галузевих ринків
- "The Fat Cat Effect, the Puppy Dog Ploy and the Lean and Hungry Look, " (with D. Fudenberg), American Economic Review, 74: 361—368
- "Capital as a Commitment: Strategic Investment to Deter Mobility, " (with D. Fudenberg), Journal of Economic Theory, 31: 227—250.
- "A Theory of Dynamic Oligopoly I: Overview and Quantity Competition with Large Fixed Costs, " (with E. Maskin), Econometrica, 56: 549—570.
- "A Theory of Dynamic Oligopoly II: Price Competition, " (with E. Maskin), Econometrica, 56: 571—600
- "Bypass and Creamskimming, " (with J.-J. Laffont), American Economic Review, 80: 1042—1061.
- "Two-Sided Markets: A Progress Report, " (with J.C. Rochet), Rand Journal of Economics, 37(3): 645—667.
- Reliability and Competitive Electricity Markets, " (with P. Joskow), Rand Journal of Economics, 38(1): 60-84.

### Теорія фінансів та корпоративного управління
- "On the Possibility of Speculation under Rational Expectations, " Econometrica, 50: 1163—1181.
- "Asset Bubbles and Overlapping Generations, " Econometrica, 53(6): 1499—1528
- "Domestic and International Supply of Liquidity, " (with B. Holmström), American Economic Review, Papers & Proceedings, 92: 42-45.
- "LAPM: A Liquidity-Based Asset Pricing Model, " (with B. Holmström), Journal of Finance, vol. 56(5): 1837—1867.Smith Breeden award (distinguished paper) of the Journal of Finance
- "Modelling Aggregate Liquidity, " (with Bengt Holmström), American Economic Review, Papers and Proceedings, 86: 187—191.
- "A Theory of Debt and Equity: Diversity of Securities and Manager-Share- holder Congruence, " (with M. Dewatripont), Quarterly Journal of Economics, 109: 1027—1054.
- "Corporate Governance, " Econometrica, 69 (1): 1-35.

### Психологія
- "Belief in a Just World and Redistributive Politics, " (with R. Bénabou), Quarterly Journal of Economics, 121: 699—746.
- "Incentives and Prosocial Behavior, " (with R. Bénabou), American Economic Review, 96(5): 1652—1678.

### Теорія контрактів
- "Contract Renegotiation and Coasian Dynamics, " (with 0. Hart), Review of Economic Studies, 55: 509—540.
- "The Dynamics of Incentive Contracts, " (with J.-J. Laffont), Econometrica, 56: 1153—1175
- «Incomplete Contracts: Where Do We Stand?» Econometrica, 67(4):741-781.
- "Unforeseen Contingencies and Incomplete Contracts, " (with E. Maskin), Review of Economic Studies, 66(1): 83-114.

### Політична економія
- "Party Governance and Ideological Bias, " (with B. Caillaud), European Economic Review, Papers and Proceedings,43: 779—789
- "Parties as Political Intermediaries, " (with B. Caillaud), Quarterly Journal of Economics, 117(4): 1453-89
- "The Politician and the Judge: Accountability in Government, " (with E. Maskin), American Economic Review, 94: 1034—1054